# Halecium banzare
Halecium banzare is een hydroïdpoliep uit de familie Haleciidae. De poliep komt uit het geslacht Halecium. Halecium banzare werd in 2008 voor het eerst wetenschappelijk beschreven door Watson. 